# Preiskovalna komisija za ugotovitev in oceno dejanskega stanja, ki je lahko podlaga za odločanje o politični odgovornosti nosilcev javnih funkcij v Vladi Republike Slovenije na Ministrstvu za pravosodje in Vrhovnem državnem tožilstvu (...)
Preiskovalna komisija za ugotovitev in oceno dejanskega stanja, ki je lahko podlaga za odločanje o politični odgovornosti nosilcev javnih funkcij v Vladi Republike Slovenije na Ministrstvu za pravosodje in Vrhovnem državnem tožilstvu Republike Slovenije v zvezi z izvrševanjem nadzora po Zakonu o državnem tožilstvu (Uradni list RS št. 110/02 - uradno prečiščeno besedilo) za spremembo zakonodaje in za druge odločitve v skladu z ustavnimi pristojnostmi državnega zbora (tudi Kovačičeva (preiskovalna) komisija) je preiskovalna komisija Državnega zbora Republike Slovenije.
»Preiskovalna komisija je bila ustanovljena z namenom ugotoviti obseg in vsebino dejansko opravljenega nadzora po zakonu ter morebitno osebno odgovornost nosilcev javnih funkcij za pomanjkljiv, neučinkovit ali vsebinsko neustrezen nadzor v času mandatne dobe državnega zbora v letih 2000 do 2004; ugotoviti stopnjo vpletenosti posameznih nosilcev javnih funkcij in oceniti njihov politični vpliv na posledice vodenja politike pregona in ugotoviti morebitno osebno (konkretno) odgovornost nosilcev javnih funkcij pri pravno nedopustnih ravnanjih v zvezi s politiko pregona ali pregonom v posameznih primerih ter ugotoviti vzroke in okoliščine, ki lahko povzročajo nezakonito in neodgovorno delo državnega tožilstva, ter spremeniti zakonodajo tako, da ne bo več omogočala takšnih ravnanj.«

## Sestava
4. državni zbor Republike Slovenije
- izvoljena: ?
- predsednik: Dimitrij Kovačič
- podpredsednik: Zmago Jelinčič Plemeniti
- člani: Josip Bajc, Jožef Horvat, Dušan Kumer, Miro Petek, Marijan Pojbič, Bogomir Zamernik
- namestniki članov: Samo Bevk, Srečko Hvauc, Franc Kangler, Mitja Ljubeljšek, Branko Marinič, Ciril Testen, Rudi Veršnik, Barbara Žgajner Tavš